# 1978 au Québec
Cet article traite des événements survenus en 1978 au Québec. 

## Événements

### Janvier
- 6 janvier : la compagnie d'assurances Sun Life annonce le déménagement de son siège social de Montréal à Toronto. Le prétexte invoqué par son président, Thomas M. Galt, est la loi 101[1].
- 10 janvier : Claude Ryan annonce qu'il se présente à la chefferie du Parti libéral du Québec[2].
- 24 janvier : la Cour supérieure énonce que le chapitre 3 de la loi 101 portant sur la primauté du français dans le domaine de la justice et de la législation est inconstitutionnelle[3].
- 27 janvier : Fermeture du magasin Dupuis Frères[4]

### Février
- 8 février : première de la série télévisée Duplessis sur les ondes de la SRC[5].
- 21 février : début de la troisième session de la 31e législature. Une importante mesure sur la protection du territoire agricole est annoncée[6].
- 22 février : annonce que les débats à l'Assemblée nationale seront télédiffusés à partir de septembre[7].
- 28 février : Denis Vaugeois succède à Louis O'Neill comme ministre des Affaires culturelles[8].

### Mars
- 1er mars : le nouveau régime d'assurance-automobile du Québec entre en vigueur[9].
- 21 mars : Jacques Parizeau présente un budget de dépenses de 12,7 milliards de dollars pour 1978-1979[10].

### Avril
- 5 avril : la compagnie Renault annonce la fermeture de son usine québécoise à Saint-Bruno-de-Montarville. La non-rentabilité de l'entreprise en est la cause. 113 employés sont mis à pied[11].
- 10 avril : lors de son discours du budget, à Ottawa, Jean Chrétien propose aux provinces une réduction temporaire de 3 % de la taxe de vente pendant 6 mois ou de 2 % pendant 9 mois. Le fédéral leur rembourserait les deux-tiers des coûts de cette mesure[12].
- 11 avril : René Lévesque refuse l'offre fédérale car, dit-il, elle porte atteinte à l'autonomie fiscale des provinces. C'est le début de la querelle de la taxe de vente[13].
- 12 avril : Québec propose une contre-offre au fédéral en annonçant la suppression pendant un an de la taxe de vente sur tous les vêtements, les textiles, les chaussures et les meubles à l'exclusion des appareils ménagers[13].
- 13 avril : Ottawa rejette la proposition québécoise, alléguant qu'elle arrive trop tard et qu'un arrangement particulier ne peut être conclu avec Québec[13].
- 15 avril : Claude Ryan devient le nouveau chef du PLQ. Il a remporté la course à la chefferie par 1748 voix contre 807 pour son adversaire Raymond Garneau[14].
- 23 avril : l'Association des Gens de l'Air du Québec (AGAQ) demande de nationaliser Québecair afin de protester contre la politique supposément bilingue d'Air Canada[15].
- 27 avril : Jean-Pierre Côté assermenté lieutenant-gouverneur[8].

### Mai
- 8 mai : La Presse et Montréal-Matin reprennent leur publication[16].
- 15 mai : à Ottawa, Jean Chrétien dépose un projet de loi permettant aux Québécois de se partager les 186 millions de dollars de contentieux de la taxe de vente à raison de 85 $ chacun[17].
- 25 mai : 
  - Québec sanctionne la loi créant la Société nationale de l'amiante dont le but est la recherche de fibres d'amiante et la vente de produits transformés d'amiante[18].
  - Les Canadiens de Montréal remportent une troisième Coupe Stanley d'affilée en battant les Bruins de Boston 4 parties à 2 lors des séries éliminatoires. Larry Robinson remporte le trophée Conn-Smythe[19].
- 31 mai : dépôt du projet de loi 55, règlementant les prochaines négociations dans le secteur public[20].

### Juin
- 22 juin : adoption des lois 55 et 56 imposant les nouvelles conditions de négociations dans le secteur public et obligeant les grévistes à donner des services essentiels[21].
- 27 juin : le secteur de Masson, à Buckingham, est frappé par une tornade de 130 km/h, ce qui occasionne 100 bâtiments endommagés et 2 millions $ en dommage[22].
- 30 juin : Robert Gaulin devient le nouveau président de la CEQ[23].

### Juillet
- 5 juillet : le libéral Reed Scowen remporte l'élection partielle de Notre-Dame-de-Grâce[8].
- 8 juillet : 
  - la compagnie Cadbury annonce le transfert de sa confiserie de Montréal à Toronto. 500 employés sont mis à pied. La cause officielle est la diminution du marché des tablettes de chocolat[24].
  - Le Soleil reparaît après 11 mois de conflit avec ses journalistes[25].

### Août
- 5 août : un autobus plonge dans le lac Eastmain, faisant 41 victimes en majorité des handicapés. Un problème de frein en est la cause[26].
- 27 août : Claude Charron remplace Robert Burns, victime d'un malaise cardiaque, au poste de leader parlementaire[8].
- 31 août : Jacques Parizeau annonce que les contribuables québécois pourront garder leurs chèques fédéraux de 85 $. Par contre, l'indexation des impôts, promise en 1979, sera retardée à 1980. C'est la formule retenue pour reprendre les 186 millions de dollars de contentieux de la taxe de vente[27].

### Septembre
- 18 septembre : première de la série télévisée Terre humaine, sur les ondes de Radio-Canada. Elle met en vedette Jean Duceppe, Guy Provost et Marjolaine Hébert[28].
- 25 septembre : la Commission de contrôle des permis d'alcool recommande la disparition des tavernes au profit des bars et des brasseries[29].

### Octobre
- 1er octobre : le salaire minimum au Québec est porté 3,37 $ l'heure[30].
- 9 octobre : Gilles Villeneuve remporte le premier Grand Prix du Canada de Formule 1 à Montréal[31].
- 24 octobre : Marc-André Bédard annonce la formation d'une commission d'enquête sur les événements d'octobre 1970[32].

### Novembre
- 9 novembre : Jean Garon dépose un projet de loi sur le zonage agricole, devant protéger les terres agricoles des Basses-Terres du Saint-Laurent[33].
- 12 novembre : Camil Samson annonce que le Ralliement créditiste portera désormais le nom de Les Démocrates[34].
- 23 novembre : grève générale dans les Cégeps du Québec. Les étudiants demandent une réforme du système des prêts et bourses. Le conflit se terminera en janvier sans que la position du gouvernement n'ait vraiment changé[35].
- 27 novembre : la Cour d'appel du Québec confirme que le chapitre de la loi 101 portant sur la primauté du français dans le domaine de la législation et de la justice est anticonstitutionnelle[36].

### Décembre
- 1er décembre : le PLQ se prononce contre la loi sur le zonage agricole[37].
- 13 décembre : Louise et Jacques Cossette-Trudel, felquistes ayant participé à l'enlèvement de James Richard Cross en octobre 1970, sont de retour au Québec. Ils sont appréhendés par les policiers dès leur arrivée à l'aéroport[38].
- 14 décembre : dépôt du projet de loi expropriant l'Asbestos Corporation[39].
- 20 décembre : Raymond Garneau annonce sa démission comme député de Jean-Talon[40].
- 21 décembre : Pierre-Marc Johnson dépose le projet de loi 126 créant la Commission des normes du travail[41].

## Naissances
- Hugo St-Laurent († 10 octobre 2023)
- 3 janvier - Mariloup Wolfe (actrice)
- 9 janvier - Mathieu Garon (joueur de hockey)
- 15 janvier - Francis Bélanger (joueur de hockey)
- 26 janvier - Steve Green (joueur de baseball)
- 27 janvier - Pierre-Luc Laforest (joueur de baseball)
- 13 mars - Rémi Royer (joueur et entraineur de hockey)
- 1er avril - Jean-Pierre Dumont (joueur de hockey)
- 3 avril - Daniel Corso (joueur et entraineur de hockey)
- 13 avril - Vincent-Guillaume Otis (acteur)
- 24 avril - Mario Larocque (joueur de hockey)
- 3 mai - Patrice Bélanger (acteur)
- 12 mai - Wilfred Le Bouthillier (chanteur)
- 15 mai - Caroline Dhavernas (actrice)
- 14 juin - Steve Bégin (joueur de hockey)
- 25 juin - Tammy Verge (actrice)
- 28 juin - Vincent Bolduc (acteur et auteur)
- 24 juillet - Pierre-Yves Cardinal (acteur)
- 8 août - Vincent Vallières (auteur-compositeur-interprète)
- 24 septembre - François Maranda (acteur et animateur de la radio)
- 23 novembre - Hugo St-Cyr (acteur)  († 24 septembre 2015)

## Décès
- 22 janvier - Paolo Violi (criminel) (º 6 février 1931)
- 19 février - Ovila Légaré (acteur et chanteur) (º 21 juillet 1901)
- 17 mars - Lucien L'Allier (ingénieur) (º 25 mars 1909)
- 27 avril - Denis Drouin (acteur) (16 avril 1916)
- 24 mai - Sam Steinberg (homme d'affaires) (º 1905)
- 8 juillet - Antoinette Giroux (actrice) (27 septembre 1899)
- 9 juillet - Marc Beaudet (producteur) (º 21 août 1919)
- 5 septembre - Robert Cliche (juge et homme politique) (º 12 avril 1921)
- 25 septembre - Albiny Paquette (médecin et homme politique) (º 7 octobre 1888)
- 20 décembre - René Chaloult (homme politique) (º 26 janvier 1901)

## Sources et références
1. ↑  Pierre Godin. René Lévesque tome 3. Boréal. 2001. p. 584
2. ↑  Louis La Rochelle. En flagrant délit de pouvoir. Boréal Express. Montréal. 1982. p. 260
3. ↑  Pierre Godin. René Lévesque: L'espoir et le chagrin (tome 3). Boréal. Montréal. 2001. p. 286
4. ↑  Marie-Agnès Thellier. Dupuis Frères ferme ses portes. Le Devoir. 28 janvier 1978. p. 1
5. ↑  Bilan du siècle
6. ↑  Louis La Rochelle. En flagrant délit de pouvoir. Boréal. 1982. p. 261
7. ↑  Louis La Rochelle. Le caucus PQ se ravise. Les débats de l'Assemblée télédiffusés dès septembre. Le Devoir. 23 février 1978. p. 7
8. 1 2 3 4  « Chronologie parlementaire 1977-1979 » (consulté le 11 mai 2009)
9. ↑  Bilan du Siècle
10. ↑  René Lévesque tome 3, p. 337
11. ↑  Michel Vastel. La régie française quitte le Québec. Renault-Canada, c'est fini. Le Devoir. 6 avril 1978. p. 1
12. ↑  René Lévesque tome 3, p. 324-336
13. 1 2 3  Idem
14. ↑  Bilan du siècle
15. ↑  François Barbeau. Les Gens de l'air réclament une société québécoise. Le Devoir. 24 avril 1978. p. 1
16. ↑  Roger Lemelin. Autopsie de la grève. La Presse. 8 mai 1978. p. A-1
17. ↑  Lise Bissonnette. Ottawa remettra $85 aux contribuables québécois. Le Devoir. 16 mai 1978. p. 1
18. ↑  Bilan du Siècle
19. ↑  François Lemenu. Le Canadien gagne la Coupe Stanley. Le Devoir. 26 mai 1978. p. 1
20. ↑  Bernard Descôteaux. Amorce des négociations du secteur public. Les règles du jeu seront discutées. Le Devoir. 1er juin 1978. p. 1
21. ↑  En flagrant délit de pouvoir, p. 267
22. ↑  « Il y a 40 ans, la tornade destructrice de Masson », Le Droit,‎ 27 juin 2018 (lire en ligne, consulté le 4 juillet 2018)
23. ↑  Bilan du siècle
24. ↑  Bilan du siècle
25. ↑  Paul A. Audet. Le Soleil revient. Le Soleil. 8 juillet 978. p. A-1
26. ↑  Bilan du siècle
27. ↑  Jean-Claude Picard. Québec récupérera les $85 en retardant l'indexation. Le Devoir. 1er septembre 1978. p. 1
28. ↑  Bilan du Siècle
29. ↑  Norman Delisle. La taverne du coin disparaîtra...' . Le Devoir. 26 septembre 1978. p. 1
30. ↑  Annuaire du Québec 1979-1980. Bureau de la statistique du Québec. p. 489
31. ↑  Montréal donne un premier titre à Villeneuve. Le Devoir. 10 octobre 1978. p. 1
32. ↑  En flagrant délit de pouvoir, p. 270
33. ↑  En flagrant délit de pouvoir. p. 270
34. ↑  Pierre O'Neil. Le Ralliement créditiste devient « les Démocrates ».  Le Devoir. 13 novembre 1978. p. 3
35. ↑  Jean-Claude Picard. Lévesque est prêt à discuter avec les cégépiens mais il n'a rien à offrir. Le Devoir. 24 novembre 1978. p. 1
36. ↑  En flagrant délit de pouvoir. p. 271
37. ↑  Bernard Descôteaux. Le zonage agricole. Un projet autoritaire et centralisateur, dit l'opposition. Le Devoir. 2 décembre 1987. p. 1
38. ↑  Louis Fournier. Le FLQ. Québec-Amérique. 1982. p. 471
39. ↑  Jean-Claude Picard. Québec exproprie la société Asbestos. Le Devoir. 15 décembre 1978. p. 1
40. ↑  Jean-Claude Picard. Raymond Garneau démissionne. Le Devoir. 21 décembre 1978. p. 1
41. ↑  Johnson dépose le projet de loi créant la Commission des normes du travail. Le Devoir. 22 décembre 1978. p. 2

### Articles généraux
- Chronologie de l'histoire du Québec (1960 à 1981)
- L'année 1978 dans le monde
- 1978 au Canada

### Articles sur l'année 1978 au Québec
- Loi sur la protection du territoire et des activités agricoles